# باشگاه ورزشی یانگ افریکنز
باشگاه ورزشی یانگ افریکنز (انگلیسی: Young Africans S.C.) یک باشگاه فوتبال حرفه‌ای تانزانیایی است که در بخش جانگوانی، ناحیه ایلالا، استان دارالسلام، تانزانیا واقع شده‌است. این باشگاه که در سال ۱۹۳۵ تأسیس شد، بازی‌های خانگی خود را در استادیوم بنجامین مکپا در بخش میبورانی در منطقه تمکه انجام می‌دهد.
با نام مستعار تیم ملی یانگا، این باشگاه ۲۹ عنوان قهرمانی لیگ برتر تانزانیا و تعدادی جام داخلی را کسب کرده‌است و در چندین دوره لیگ قهرمانان CAF شرکت کرده‌است. آنها پنج بار قهرمان باشگاه‌های CECAFA شده‌اند.
این باشگاه توسط فدراسیون بین‌المللی تاریخ و آمار فوتبال (IFFHS) در رتبه‌بندی ۱ سپتامبر ۲۰۲۳ تا ۳۰ اوت ۲۰۲۳ در بین ده باشگاه برتر آفریقا در رتبه ۳ قرار گرفت. در سطح جهانی، این باشگاه در رتبه ۱۰۴ در رده‌بندی جهانی IFFHS قرار گرفت.
این باشگاه به نماد جنبش ضد استعماری تبدیل شد. جوانان آفریقایی با ملی گرایان و مبارزان آزادی پیوند خوردند و الهام بخش حزب سیاسی TANU شدند تا رنگ‌های زرد و سبز را به عنوان رنگ‌های اصلی خود بپذیرند. باشگاه در حال حاضر در روندی است که مالکیت باشگاه را ۴۹ درصد برای سرمایه گذاران و ۵۱ درصد بقیه را برای اعضای باشگاه حفظ می‌کند.
این باشگاه یک رقابت طولانی مدت با سیمبا دارد، که با او در دربی کاریاکو، نامگذاری شده به نام منطقه ای که هر دو تیم در آن تأسیس شده‌اند، مسابقه می‌دهند. این رقابت به عنوان یکی از معروف‌ترین دربی‌های آفریقا در رده پنجم قرار گرفت.
در روز یکشنبه، ۳۰ آوریل ۲۰۲۳، این تیم با تبدیل شدن به اولین باشگاه فوتبال از تانزانیا که توسط کنفدراسیون فوتبال آفریقا (CAF) به سطح نیمه نهایی هر رقابتی راه یافت، تاریخ ساز شد. پس از غلبه بر ریورز یونایتد کلاب از نیجریه در مجموع ۲–۰، به مرحله نیمه نهایی جام کنفدراسیون CAF راه یافت. در روز چهارشنبه، ۱۷ می ۲۰۲۳، این باشگاه فوتبال، زمانی که اولین باشگاه تانزانیایی بود که پس از شکست ۴–۱ مارومو گالانتز در مجموع به فینال جام کنفدراسیون CAF رسید و در فینال جام به مصاف USM Algiers از الجزایر شد، تاریخ ساز شد. در مجموع به دلیل گل‌های خارج از خانه با نتیجه ۲–۲ باخت.

## تاریخچه
ریشه‌های این باشگاه را می‌توان در دهه ۱۹۱۰ جستجو کرد، اما تاریخ رسمی باشگاه در سال ۱۹۳۵ زمانی آغاز شد که ساکنان دارالسلام که توسط دولت استعماری در تانگانیکا به‌عنوان آفریقایی دسته‌بندی شده بودند، تصمیم گرفتند یک باشگاه فوتبال برای رقابت در آن تشکیل دهند. لیگی که پر از باشگاه‌های فوتبال «غیر آفریقایی» بود. گفته می‌شود که نام نیو یانگ نام کوچک باشگاه است، بعدها با نام «باشگاه ورزشی جوانان آفریقایی دارالسلام» جایگزین شد و در نهایت نام آن به باشگاه ورزشی یانگ افریکنز تغییر یافت.
پس از تأسیس آن در سال ۱۹۳۵، اعضای آن بر سر عملکرد و نتایج ضعیف تیم خود با هم اختلاف داشتند. باشگاه در سال ۱۹۳۶ عملکرد ضعیف‌تر و رضایت‌بخش‌تری داشت که باعث شد برخی از اعضا از هم جدا شوند و تیم دیگری تشکیل دهند. طرفداران جدایی عرب‌هایی بودند که مناسب می‌دیدند بین اعضای باشگاه درگیری ایجاد کنند که منجر به انشعاب شد. آنها موفق شدند و همراه با مخالفان باشگاهی به نام باشگاه فوتبال کویینز (در حال حاضر سیمبا) تشکیل دادند. دو تیم یانگ افریکنز و سیمبا از آن زمان رقیب یکدیگر بودند.
در سال ۲۰۲۰ یانگا قرارداد مشاوره ای با لالیگا امضا کرد. در ۲۷ می، اعضای باشگاه موافقت کردند که ساختار حاکم باشگاه خود را تغییر دهند تا اجازه سرمایه‌گذاری خصوصی از سایر شرکت‌ها را بدهد.
در ۱۷ می ۲۰۲۳، یانگا برای اولین بار در تاریخ خود پس از شکست دادن مارومو گالانتز در نیمه نهایی، به فینال قاره ای راه یافت. در ۳ ژوئن، یانگا در فینال جام کنفدراسیون CAF 2023 مقابل USM Alger شکست خورد. شنبه، ۱۶ سپتامبر ۲۰۲۳، یانگا اولین باشگاه آفریقایی شد که بیش از ۲۰۰۰ هوادار با این تیم برای یک مسابقه رسمی خارج از خانه CAF داشت. این بازی در کیگالی در رواندا، یک سفر ۱۱۵۶ کیلومتری انجام شد که مسافتی بیش از ۲۰ ساعت رانندگی دارد. آنها بازی را هدایت کردند و البته ۲–۰ تیم سودانی را ناکام گذاشتند.

## مدیریت باشگاه
این باشگاه از زمان تأسیس به صورت دموکراتیک توسط رهبران ارشد مختلف هدایت شده‌است، اولین رهبر علی سعید و سپس موسی سلیمان بود. رهبر فعلی مهندس هرسی سعید است.
| Period       | Chairman             |
| ------------ | -------------------- |
| ۱۹۳۵–۱۹۳۹    | Ali Said             |
| ۱۹۴۵–۱۹۴۷    | Musa Suleiman        |
| ۱۹۴۸–۱۹۵۰    | G. Khalifan          |
| ۱۹۵۰–۱۹۵۳    | Hamis Penda          |
| ۱۹۵۳–۱۹۵۴    | Nasib Mwande         |
| ۱۹۵۵–۱۹۶۱    | Hafidh Mkweche       |
| ۱۹۶۱–۱۹۶۲    | Abdul Jaffer         |
| ۱۹۶۳–۱۹۷۱    | Abass Kandoro        |
| ۱۹۷۲–۱۹۷۷    | Salim Salim          |
| ۱۹۷۸–۱۹۸۰    | Mohamed Gulamhussein |
| ۱۹۸۰–۱۹۸۶    | Abass Kandoro        |
| ۱۹۸۶–۱۹۸۹    | Mustapha Mwituka     |
| ۱۹۸۹–۱۹۹۳    | Hassan Muhiddin      |
| ۱۹۹۴–۱۹۹۹    | Tarimba Abbas        |
| ۱۹۹۹–۲۰۰۰    | Rashid Kawawa        |
| ۲۰۰۰–۲۰۰۵    | Francis Kifukwe      |
| ۲۰۰۷–۲۰۱۰    | Imani Madega         |
| ۲۰۱۰–۲۰۱۲    | Lloyd Nchunga        |
| ۲۰۱۲–۲۰۱۹    | Yusuf Manji          |
| ۲۰۱۹–۲۰۲۲    | Mshindo Msola        |
| 2022–present | Hersi Said*          |

رهبر ارشد باشگاه اکنون رئیس‌جمهور نامیده می‌شود نه رئیس. رئیس، مدیرعامل باشگاه است. این امر پس از دگرگونی باشگاه به وجود آمد که شامل ۵۱٪ سرمایه‌گذار خصوصی و ۴۹٪ اعضای باشگاه بود.

## حامیان مالی
| دوره        | اسپانسر اصلی       | اسپانسرهای دیگر |
| ----------- | ------------------ | --------------- |
| ۱۹۹۶–۱۹۹۹   | بیافرا             | -               |
| ۲۰۰۱–۲۰۰۵   | کلیمانجارو بیر     | -               |
| ۲۰۰۵–۲۰۰۸   | سوپردال            | -               |
| ۲۰۰۹–۲۰۱۵   | کلیمانجارو پریمیوم | -               |
| ۲۰۱۵–۲۰۲۰   | اسپورت پسا         |                 |
| ۲۰۲۰–۲۰۲۱   | جی‌اس‌ام گروپ        |                 |
| ۲۰۲۱–تاکنون | اعظم تی‌وی          |                 |

## حضور در رقابت‌های کنفدراسیون فوتبال آفریقا
- لیگ قهرمانان آفریقا: ۱۵ حضور[۱۴]

۱۹۹۷ – مرحله پلی‌آف
۱۹۹۸ – مرحله گروهی (۸ تیم برتر)
۲۰۰۱ – مرحله دوم
۲۰۰۶ – مرحله پلی‌آف
۲۰۰۷ – مرحله دوم
۲۰۰۹ – مرحله اول
۲۰۱۰ – مرحله پلی‌آف
۲۰۱۲ – مرحله پلی‌آف
۲۰۱۴ – مرحله اول
۲۰۱۶ – مرحله دوم
۲۰۱۷ – مرحله اول
۲۰۲۲ – مرحله اول
۲۰۲۳ –
- جام باشگاه‌های آفریقا: ۱۱ حضور

۱۹۶۹ – یک‌چهارم پایانی
۱۹۷۰ – یک‌چهارم پایانی
۱۹۷۱ – حذف شده در مرحله دوم
۱۹۷۲ – مرحله اول
۱۹۷۳ – مرحله اول
۱۹۷۵ – مرحله دوم
۱۹۸۲ – مرحله دوم
۱۹۸۴ – مرحله اول
۱۹۸۸ – مرحله اول
۱۹۹۲ – مرحله اول
۱۹۹۶ – مرحله پلی‌آف
- جام کنفدراسیون آفریقا: ۶ حضور

۲۰۰۷ – مرحله مقدماتی
۲۰۰۸ – مرحله اول
۲۰۱۱ – مرحله پلی‌آف
۲۰۱۶ – مرحله گروهی (۸ تیم برتر)
۲۰۱۸ – مرحله گروهی (۱۶ تیم برتر)
۲۰۲۲–۲۳ – نایب قهرمان
- جام آفریقا: ۲ حضور

۱۹۹۴ – مرحله اول
۱۹۹۹ – مرحله اول
- جام برندگان جام آفریقا: ۲ حضور

۱۹۹۵ – یک‌چهارم پایانی
۲۰۰۰ – مرحله اول